# خمارتا
خمارتا (ترکی آذربایجانی: Xumarta) یک منطقهٔ مسکونی در جمهوری آذربایجان است که در شهرستان لاچین واقع شده است؛ در جمهوری آرتساخ است که در استان شوشی واقع شده‌است.